# Ларс Еміль Йохансен
Ларс Еміль Йохансен (нар. 24 вересня 1946) — другий прем'єр-міністр Ґренландії, обіймав посаду з 1991 по 1997.
Йохансен очолював політичну партію Вперед (Siumut) між 1987 і 1997, засідаючи в Ландстінгу з моменту його створення в 1987. До створення Ландстінгу, він представляв Ґренландію в парламенті Данії з 1973, а потім знову став депутатом від Ґренландії з 2001 до 2011.